# William Botting Hemsley
William Botting Hemsley (29 de diciembre de 1843, East Hoathly, Sussex-7 de octubre de 1924, Broadstairs, Kent) fue un botánico inglés.
Fue curador en los Reales Jardines Botánicos de Kew en 1860, asistente en su herbario de 1865 a 1867, y luego de 1883 a 1908.
Fue nombrado miembro de la Royal Society el 6 de junio de 1889; asociado a la Sociedad linneana de Londres en 1875, y hecho su miembro en 1896.
Recibió un doctorado honorífico en Aberdeen en 1913. Y la medalla de honor de la reina Victoria en 1909.

## Obras
- Biologica Centrali-Americana Botany. Vol. I , 1879-1888
- Biologica Centrali-Americana Botany. Vol. III, 1882-1886
- Handbook of Hardy Trees, Shrubs and Herbaceous Plants. 1877
- Diagnoses Plantarum Novarum (1878-1880
- Biologia Centrali-americana, Botany. Cinco vols. 1879-1888
- Reporte de Resultados Científicos de la expedición del HMS Challenger, Botánica, 1885, con Francis Blackwell Forbes (1839-1908)
- Enumeration of all Plants known from China Proper, Formosa, Hainan, Corea, the Luchu Archipelago, and the Island of Hong Kong. 1886 & 1895

## Honores
Célestin Alfred Cogniaux (1841-1916) le dedica en 1888 el género botánico Hemsleya de la familia de las Cucurbitaceae.
- La abreviatura «Hemsl.» se emplea para indicar a William Botting Hemsley como autoridad en la descripción y clasificación científica de los vegetales.[1]

### Fuente
- Ray Desmond (1994). Dictionary of British and Irish Botanists and Horticulturists includins Plant Collectors, Flower Painters and Garden Designers. Taylor & Francis, & The Natural History Museum (Londres).